# Tullner Straße
De Tullner Straße B19 is een Bundesstraße in de  Oostenrijkse deelstaat Neder-Oostenrijk.
De weg loopt van zowel Altlengbach als St. Christophen via Tulln an der Donau naar Göllersdorf.
Routebeschrijving
De B19 begint op afrit Altlengbach van de A1 en loopt in noordwestelijke richting. De weg loopt door Leitsberg waar op een rotonde de van de B19z vanuit St. Christophen aansluit. De weg loopt verder door
Neulengbach waar de B44 aansluit, Asperhofen. De B19 kent op een kruising bij Dietersdorf de aan aansluiting op de B1, samen lopen ze in oostelijke richting naar een rotonde waar de B19 weer in noordoostelijke richting afbuigt. De B19 loopt door het westen van Tulln an der Donau waar de B14 aansluit. ten noorden van de stad sluit de B19a aan. De weg kruist eerst bij afrit Tulln de S5, loopt door Gaisruck verder naar het noorden bij de afrit Tullner Straße de B4. De B19 loopt verder door Stranzendorf en passeert Oberparschenbrunn en Eitzersthal met een rondweg, waarna ze bij afrit Göllersdorf eindigt op de S3

## Geschiedenis
De Hainfeld-Göllersdorfer Straße behoort sinds 1 januari 1951 tot het net van Oostenrijkse net van Bundesstraßen. In 2002 werd de 19 overgedragen de deelstaatsregering.